# Izrail Agol

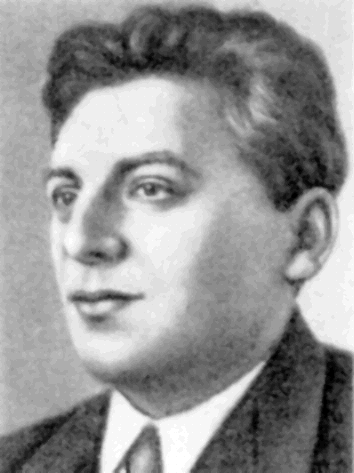
Izrail Agol

Izrail Iossofovich Agol (ruso: Израиль Иосифович Агол; 20 de noviembre de 1891 - 8 de marzo de 1937) fue un genetista y filósofo soviético. Fue miembro de la Academia de Ciencias de la URSS, trabajó brevemente en los Estados Unidos de América y se interesó en la mutagénesis inducida por radiación. Como filósofo marxista, también estudió las opiniones vitalistas y mecanicistas en biología y su relación con el marxismo. Fue asesinado tras el ascenso de Trofim Lysenko al régimen de Stalin.

## Educación y actividades revolucionarias
Agol nació en Babruysk, Bielorrusia, en una familia judía pobre. Se graduó de la escuela secundaria en Vilna. Fue reclutado durante la Primera Guerra Mundial y formó parte de un grupo de autodefensa local contra un pogromo en el que un amigo y su primer amor fueron asesinados a tiros.
Agol participó en la Revolución de Octubre, convirtiéndose en miembro del ala bolchevique del Partido Obrero Socialdemócrata Ruso ("POSDR(b)") en octubre de 1917. En 1919 fue miembro del Comité Ejecutivo Central del POSDR(b) de Bielorrusia mientras luchaba en la Guerra Civil de 1919 a 1921.
En 1920 vivió durante un tiempo en el Kremlin, donde su esposa trabajaba en la oficina de Vladimir Lenin. A partir de 1921 trabajó en las redacciones de los periódicos Pravda y Trud.

## Carrera académica
Al mismo tiempo estudió en la Facultad de Medicina de la Universidad Estatal de Moscú, donde realizó investigaciones bajo la dirección de A. S. Serebrovsky y se graduó en 1923. Después de graduarse trabajó como psiquiatra.
Ingresó en el Instituto de Profesores Rojos en 1925 y se graduó en el instituto en 1928. Desde 1926 trabajó en el Instituto Zootécnico de Moscú y desde 1928 dirigió el Instituto Biológico Kliment Timiryázev de la Academia Comunista. Recibió una beca Rockefeller para estudiar genética con Hermann Joseph Muller en la Universidad de Texas de 1930 a 1932 junto con Solomon Levit.

## Caída y rehabilitación
Agol y Levit regresaron a la Unión Soviética y se encontraron en oposición a Trofim Lysenko. Agol fue arrestado el 27 de mayo de 1936 acusado de sabotaje.

El científico estadounidense Charles Benedict Davenport dirigió una carta al Secretario de Estado de los EE. UU. en diciembre de 1936 sobre el arresto de Agol, Nikolái Vavílov y Levit, en la que escribió:
Como genetista, protesto enérgicamente contra las acciones del gobierno soviético contra mis colegas Levit, Agol y Vavilov. Estos científicos poseen investigaciones del más alto nivel, y es gracias a su actividad científica que la comunidad mundial de genetistas les informa sobre sus logros en genética. Los tres científicos en cuestión han aumentado significativamente nuestros conocimientos sobre genética, aportando además grandes beneficios a la URSS.
— Legado: documentos, publicaciones. Yu. I. Vavilov, Doctor en Ciencias Físicas y Matemáticas.
Agol fue fusilado por ser trotskista el 8 de marzo de 1937. El Tribunal Supremo de la URSS lo rehabilitó el 25 de mayo de 1957.
Un hijo, Vadim, se convirtió en biólogo molecular y virólogo.

## Obras
Agol era un marxista acérrimo y escribió un libro sobre biología, vitalismo y puntos de vista mecanicistas y su relación con el marxismo [Витализм, механистический материализм и марксизм (1929)]. También publicó sobre sus experimentos de inducción de mutaciones a través de rayos X en Drosophila. Su hijo publicó póstumamente un manuscrito autobiográfico.